# 007 サンダーボール作戦
『007 サンダーボール作戦』（Thunderball）は、イアン・フレミング、ケヴィン・マクローリー、ジャック・ウィッティンガムの長編小説「ジェームズ・ボンド」シリーズ第8作（単行本としては『007号の冒険』に次ぐ9冊目）。フレミング自身の手による最初で最後のノベライゼーション。1961年、ジョナサン・ケープより出版された。日本では1962年に早川書房から井上一夫訳によりハヤカワ・ポケット・ミステリで発売された。
この小説はマクローリー、ウィッティンガム（およびフレミングの友人、イヴァー・ブライスとアーネスト・クネオ）と共同で創案し、ウィティンガムが執筆した映画用脚本をフレミングが無断で小説化したため、共同執筆者の2人が告訴した。以後、2人の名前も著者に加えられている。そのため他のフレミング作品と異なり、日本国内では著作権の保護期間終了は2077年になる（フレミングの他作品は2015年に終了しているが、ケヴィン・マクローリーの没年は2006年のため）。
『ロシアから愛をこめて』執筆当時、映画化の引き合いの良さや、TV化の話（この時考えたストーリーが『007号の冒険』などの短編集の元ネタとなる）に気を良くしたフレミングがボンド映画の自主制作を目指し、イヴァー・ブライスとアーネスト・クネオに話を持ちかけ、新進の映画作家だったマクローリーと合流し、共同でボンドシリーズの映画製作会社ザナドゥ・プロダクションを設立した。マクローリーは既刊のシリーズは映画化に適さないと進言し、水中撮影の経験があったマクローリーの腕を生かした、海洋冒険ものにすることにした。また、従来のスメルシュよりスケールの大きい架空の犯罪組織を敵にする方がいいと指摘した上でスペクターを創造する（マクローリーがスペクターとブロフェルドのオプションを主張したのはこれに起因する）。脚本はマクローリーの友人ジャック・ウィティンガムが担当した。その後、マクローリーの手腕に疑問を抱いたフレミングが一方的にプロジェクトを解消、『西経78』あるいは『秘密情報員ジェームズ・ボンド』と題されたプロットを小説版『サンダーボール作戦』に関係者に無断で転用する。出版前の情報でその内容を知ったマクローリーは出版の差し止めを請求するが、聞き入れるどころか、出版社は本書を増刷、フレミングは本作を含む手持ちのシリーズの映画化権とそのオプションをハリー・サルツマンに売却していた。マクローリーは訴訟に打って出る。
元来、『ロシアから愛をこめて』に続く作品として想定されていたため、ボンドの生死が不明に終わった前作を引き継ぐ形で冒頭、リハビリ施設に入所中ということになっているのはその名残である。従来の作品は映画向きでないというマクローリーの指摘は、『ドクター・ノオ』以降の作品に大きな影響を与えている。

## あらすじ
MOS型核弾頭2基を搭載したイギリス空軍機が、NATOの訓練飛行中に消息を絶ち、謎の組織スペクターが1億ポンド相当の金塊を要求してきた。イギリス秘密情報部員ジェームズ・ボンドは、上司Mが空軍機の消えた先と睨んだバハマに派遣される。そこでは、スペクターの幹部エミリオ・ラルゴが、宝探しのふりをして海底に沈めた空軍機から原爆を回収しようとしていた。ボンドはCIAやアメリカ海軍原子力潜水艦メンタ号の支援を受け、ラルゴに立ち向かう。

## 出版
- イアン・フレミング 著、井上一夫 訳『007 サンダーボール作戦』早川書房〈ハヤカワ・ミステリ文庫〉、1998年4月。ISBN 978-4151713538。改訳版
- Fleming, Ian (2002-8-27) (英語). Thunderball. Penguin. ISBN 9780142003244